# دلمه پنیر

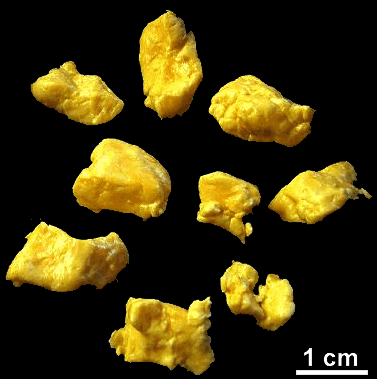
دَلَمهٔ پنیر.

ژل پروتئینی یا کازئینی حاصل از دَلَمه شدن شیر را دَلَمهٔ پنیر می‌گویند
دَلَمه یا پنیرِ تَر به شیری می‌گویند که بعد از مایه زدن بسته شود. شیر پس از مایه خوردن دلمه می‌شود و آب دلمه در کیسه گرفته می‌شود و آنچه می‌ماند پنیر است، و از آن آب پس از جوشاندن «لور» گرفته می‌شود. دلمه، پنیر بی‌نمک تازهٔ سفید و لرزان و خوش‌طعمی است.